# 양서 (역사서)
| 이름          | 저자                 | 권수 |
| ------------- | -------------------- | ---- |
| 사기          | 전한·사마천          | 130  |
| 한서          | 후한·반고·배인       | 100  |
| 후한서        | 유송·범엽·배송지     | 120  |
| 삼국지        | 서진·진수·배잠       | 65   |
| 진서(晉書)    | 당·방현령·배행검 등  | 130  |
| 송서          | 양·심약              | 100  |
| 남제서        | 양·소자현            | 59   |
| 양서          | 당·요사렴            | 56   |
| 진서(陳書)    | 당·요사렴            | 36   |
| 위서          | 북제·위수            | 114  |
| 북제서        | 당·이백약            | 50   |
| 주서          | 당·영호덕분 등       | 50   |
| 수서          | 당·위징 등           | 85   |
| 남사          | 당·이연수            | 80   |
| 북사          | 당·이연수            | 100  |
| 구당서        | 후진·유후 등         | 200  |
| 신당서        | 송·구양수 등         | 225  |
| 구오대사      | 송·설거정 등         | 150  |
| 신오대사      | 송·구양수            | 74   |
| 송사          | 원·토크토 등         | 496  |
| 요사          | 원·토크토 등         | 116  |
| 금사          | 원·토크토 등         | 135  |
| 원사          | 명·송렴 등           | 210  |
| 명사          | 청·장정옥 등         | 332  |
| 신원사*       | 중화민국·커샤오민 등 | 257  |
| 청사고*       | 중화민국·자오얼쑨 등 | 536  |
| v • d • e • h |                      |      |

양서(梁書)는 중국 남조 양나라(梁, 502년 ~ 557년) 시대의 기록을 한 역사서이다. 전 56권으로 구성되어있다. 수 문제 시기에 진나라(陳) 출신의 수나라 관리 요찰(姚察, 533년 ~ 606년)이 편찬을 시작하였고, 요찰이 죽자 역사서 편찬이 중단되었으며, 그의 유지를 이어받은 아들 요사렴(姚思廉, 557년 ~ 637년)이 당 태종의 명의 의해 이어서 편찬한 후, 《진서(陳書)》와 함께 완성하였다.

## 개요
양서는 총 56권으로 본기 6권과 열전 50권의 기전체(紀傳體)로 구성되어 있다. 요사렴의 아버지 요찰(姚察)이 수(隋)대에 이 책의 저본을 편찬했는데, 606년에 사망하였다. 요사렴이 629년에 역사편찬의 명을 받고 이 책을 근거로 보충·정리하여 7년 만에 완성했다. 이 당시 위징(魏徵)이 양·진·제·주·수 5사감수관(梁陳齊周隋五史監修官)을 맡고 있었으므로, 〈경제기(敬帝紀)〉 뒤에는 그가 지은 논찬(論贊)이 실려 있다. 양나라 때부터 진나라에 걸쳐 편찬되었던 양사(梁史)라는 책도 참고로 하였다. 이 책은 현존하는 양나라의 역사를 비교적 원시적으로 기록한 것으로, 범진(范縝)·완효서(阮孝緖)·도홍경(陶弘景) 등의 전(傳)에는 당시의 사상·목록·의약 방면의 역사자료가 보존되어 있다. 그러나 전서(全書)에 표(表)와 지(志)가 없다.
같은 시기에 완성된 진서(晉書) 등의 조정에서 편찬한 정사와 다르게 취하여, 사마담, 사마천 부자의 사기(史記)를 편찬한처럼 개인이 2대에 걸쳐서 편찬한 사서로서 의미를 가지고 있다. 후대의 평가는 대체로 공정하고 저술되어 있고, 구성이 좋게 여겨지지만, 열전의 구성형태와 편찬 순서등에 어지럽게 되어있어서 안 좋은 평가도 있다. 또, 인용문 외의 문장은 당시 사용한 문장을 사용하지 않고, 옛 문자(古文)를 사용하여 서술하였던 것도 이와 같은 특징이 있다.

## 구성

### 본기(本紀)
| ### | ###   | 제목           | 황제           | 시기(음력)                                                    | 비고  |
| --- | ----- | -------------- | -------------- | ------------------------------------------------------------- | ----- |
| 권1 | 본기1 | 무제(武帝) 상  | 무제(武帝)     | 495년 ~ 502년 4월 (남제 건무(建武) 2년 ~ 남제 중흥(中興) 2년) |       |
| 권2 | 본기2 | 무제(武帝) 중  | 무제(武帝)     | 502년 4월 ~ 519년 12월 (천감(天監) 원년 ~ 천감(天監) 18년)    |       |
| 권3 | 본기3 | 무제(武帝) 하  | 무제(武帝)     | 520년 1월 ~ 549년 5월 (보통(普通) 원년 ~ 태청(太淸) 3년)      |       |
| 권4 | 본기4 | 간문제(簡文帝) | 간문제(簡文帝) | 549년 5월 ~ 551년 10월 (태청(太淸) 3년 ~ 천정(天正) 원년)     |       |
| 권5 | 본기5 | 원제(元帝)     | 효원제(孝元帝) | 550년 1월 ~ 554년 12월 (대보(大寶) 원년 ~ 승성(承聖) 3년)     | [ 1 ] |
| 권6 | 본기6 | 경제(敬帝)     | 경제(敬帝)     | 554년 11월 ~ 557년 10월 (승성(承聖) 3년 ~ 태평(太平) 2년)     | [ 2 ] |

### 열전(列傳)
| ###  | ###    | 부제                   | 목록 | 비고 |
| ---- | ------ | ---------------------- | --- | ---- |
| 권7  | 열전1  | 황후 (皇后)            | 태조장황후(太祖張皇后), 고조치황후(高祖郗皇后), 태종왕황후(太宗王皇后), 고조정귀빈(高祖丁貴嬪), 고조완수용(高祖阮修容), 세조서비(世祖徐妃) |      |
| 권8  | 열전2  |                        | 소명태자 통(昭明太子 統), 애태자 대기(哀太子 大器), 민회태자 방구(愍懷太子 方矩) |      |
| 권9  | 열전3  |                        | 왕무(王茂), 조경종(曹景宗), 류경원(柳慶遠) |      |
| 권10 | 열전4  |                        | 소영달(蕭穎達), 하후상(夏侯詳), 채도공(蔡道恭), 양공칙(楊公則), 등원기(鄧元起) |      |
| 권11 | 열전5  |                        | 장홍책(張弘策), 유역(庾域), 정소숙(鄭紹叔), 여승진(呂僧珍) |      |
| 권12 | 열전6  |                        | 류담(柳惔), 류침(柳忱), 석천문(席闡文), 위예(韋叡), 위애(韋愛) |      |
| 권13 | 열전7  |                        | 범운(范雲), 심약(沈約) |      |
| 권14 | 열전8  |                        | 강엄(江淹), 임방(任昉) |      |
| 권15 | 열전9  |                        | 사굴(謝朏), 사람(謝覽) |      |
| 권16 | 열전10 |                        | 왕량(王亮), 장직(張稷), 왕형(王瑩) |      |
| 권17 | 열전11 |                        | 왕진국(王珍國), 마선병(馬仙琕), 장제(張齊) |      |
| 권18 | 열전12 |                        | 장혜소(張惠紹), 풍도근(馮道根), 강현(康絢), 창의지(昌義之) |      |
| 권19 | 열전13 |                        | 종쾌(宗夬), 유탄(劉坦), 악애(樂藹) |      |
| 권20 | 열전14 |                        | 류계련(劉季連), 진백지(陳伯之) |      |
| 권21 | 열전15 |                        | 왕첨(王瞻), 왕지(王志), 왕준(王峻), 왕간(王暕), 왕훈(王訓), 왕태(王泰), 왕빈(王份), 왕양(王鍚), 왕첨(王僉), 장충(張充), 류운(柳惲), 채준(蔡撙), 강천(江蒨) |      |
| 권22 | 열전16 | 태조 5왕 (太祖五王)    | 임천정혜왕 굉(臨川靖惠王 宏), 안성강왕 수(安成康王 秀), 남평원양왕 위(南平元襄王 偉), 파양충렬왕 회(鄱陽忠烈王 恢), 시흥충무왕 담(始興忠武王 憺) |      |
| 권23 | 열전17 |                        | 장사사왕 업(長沙嗣王 業), 영양사왕 백유(永陽嗣王 伯游), 형양사왕 원간(衡陽嗣王 元簡), 계양사왕 상(桂陽嗣王 象) |      |
| 권24 | 열전18 |                        | 소경(蕭景), 소창(蕭昌), 소앙(蕭昻), 소욱(蕭昱) |      |
| 권25 | 열전19 |                        | 주사(周捨), 서면(徐勉) |      |
| 권26 | 열전20 |                        | 범수(范岫), 부소(傅昭), 부영(傅映), 소침(蕭琛), 육고(陸杲) |      |
| 권27 | 열전21 |                        | 육수(陸倕), 도흡(到洽), 명산빈(明山賓), 은균(殷鈞), 육양(陸襄) |      |
| 권28 | 열전22 |                        | 배수(裴邃), 배고(裴高), 배평(裴平), 배횡(裴橫), 하후단(夏侯亶), 하후기(夏侯夔), 어홍(魚弘), 위방(韋放) |      |
| 권29 | 열전23 | 고조 3왕 (高祖三王)    | 남강간왕 적(南康簡王 績), 여릉위왕 속(廬陵威王 續), 소릉휴왕 륜(邵陵攜王 綸) |      |
| 권30 | 열전24 |                        | 배자야(裴子野), 고협(顧協), 서리(徐摛), 포천(鮑泉) |      |
| 권31 | 열전25 |                        | 원앙(袁昻), 원군정(袁君正) |      |
| 권32 | 열전26 |                        | 진경지(陳慶之), 난흠(蘭欽) |      |
| 권33 | 열전27 |                        | 왕승유(王僧孺), 장솔(張率), 유효작(劉孝綽), 왕균(王筠) |      |
| 권34 | 열전28 |                        | 장면(張緬), 장찬(張纘), 장관(張綰) |      |
| 권35 | 열전29 |                        | 남강현후 자각(南康縣侯 子恪), 기양현후 자범(祁陽縣侯 子範), 영도현후 자현(寧都縣侯 子顯), 신포현후 자운(新浦縣侯 子雲) |      |
| 권36 | 열전30 |                        | 공휴원(孔休源), 강혁(江革) |      |
| 권37 | 열전31 |                        | 사거(謝擧), 하경용(何敬容) |      |
| 권38 | 열전32 |                        | 주리(朱異), 하침(賀琛) |      |
| 권39 | 열전33 |                        | 원법승(元法僧), 원수(元樹), 원원달(元願達), 왕신념(王神念), 양화(楊華), 양간(羊侃), 양곤(羊鶤), 양아인(羊鴉仁) |      |
| 권40 | 열전34 |                        | 사마경(司馬褧), 도개(到漑), 유현(劉顯), 유지린(劉之遴), 유지향(劉之享), 허무(許懋) |      |
| 권41 | 열전35 |                        | 왕규(王規), 유곡(劉瑴), 종름(宗懍), 왕승(王承), 저상(褚翔), 소개(蕭介), 소흡(蕭洽), 저구(褚球), 유유(劉孺), 유람(劉覽), 유준(劉遵), 유잠(劉潛), 유효승(劉孝勝), 유효위(劉孝威), 유효선(劉孝先), 은운(殷芸), 소기(蕭幾)                                                                       |      |
| 권42 | 열전36 |                        | 장순(臧盾), 장궐(臧厥), 부기(傅岐) |      |
| 권43 | 열전37 |                        | 위찬(韋粲), 강자일(江子一), 강자사(江子四), 강자오(江子五), 장승(張嵊), 심준(沈浚), 류경례(柳敬禮) |      |
| 권44 | 열전38 | 태종 11왕 (太宗十一王) | 심양왕 대심(尋陽王 大心), 남해왕 대림(南海王 大臨), 남군왕 대련(南郡王 大連), 안륙왕 대춘(安陸王 大春), 유암공 대아(瀏陽公 大雅), 신흥왕 대장(新興王 大莊), 서양왕 대균(西陽王 大鈞), 무령왕 대위(武寧王 大威), 건평왕 대구(建平王 大球), 의안왕 대흔(義安王 大昕), 수건왕 대지(綏建王 大摯) |      |
| 권44 | 열전38 | 세조 2자 (世祖二子)    | 충장세자 방등(忠壯世子 方等), 정혜세자 방제(貞惠世子 方諸) |      |
| 권45 | 열전39 |                        | 왕승변(王僧辯) |      |
| 권46 | 열전40 |                        | 호승우(胡僧祐), 서문성(徐文盛), 두즉(杜崱), 두안(杜岸), 두유안(杜幼安), 두감(杜龕), 음자춘(陰子春) |      |
| 권47 | 열전41 | 효행 (孝行)            | 등담공(滕曇恭), 심숭소(沈崇傃), 순장(荀匠), 유검루(庾黔婁), 길분(吉翂), 견념(甄恬), 한회명(韓懷明), 유담정(劉曇淨), 하형(何炯), 유사미(庾沙彌), 강부(江紑), 유제(劉霽), 저수(褚脩), 사린(謝藺)                                                                                               |      |
| 권48 | 열전42 | 유림 (儒林)            | 복만용(伏曼容), 하통지(何佟之), 범진(范縝), 엄식지(嚴植之), 하창(賀瑒), 사마균(司馬筠), 변화(卞華), 최영은(崔靈恩), 공첨(孔僉), 노광(盧廣), 심준(沈峻), 태사숙명(太史叔明), 공자거(孔子袪), 황간(皇侃)                                                                                       |      |
| 권49 | 열전43 | 문학 (文學) (상)       | 도항(到沆), 구지(丘遲), 유포(劉苞), 원준(袁峻), 유어릉(庾於陵), 유소(劉昭), 하손(何遜), 종영(鍾嶸), 주흥사(周興嗣) |      |
| 권50 | 열전44 | 문학 (文學) (하)       | 유준(劉峻), 사기경(謝幾卿), 유협(劉勰), 왕적(王籍), 하사징(何思澄), 유묘(劉杳), 사징(謝徵), 장엄(臧嚴), 복정(伏挺), 유중용(庾仲容), 육운공(陸雲公), 임효공(任孝恭), 안협(顔協) |      |
| 권51 | 열전45 | 처사 (處士)            | 하점(何点), 완효서(阮孝緖), 도홍경(陶弘景), 제갈거(諸葛璩), 심의(沈顗), 유혜비(劉慧斐), 범원염(范元琰), 유우(劉訏), 유효(劉歊), 유선(庾詵), 장효수(張孝秀), 유승선(庾承先) |      |
| 권52 | 열전46 | 지족 (止足)            | 고헌지(顧憲之), 도계직(陶季直), 소시소(蕭眎素) |      |
| 권53 | 열전47 | 양사 (良吏)            | 유필(庾蓽), 심우(沈瑀), 범술증(范述曾), 구중부(丘仲孚), 손겸(孫謙), 복환(伏暅), 하원(何遠) |      |
| 권54 | 열전48 | 제이 (諸夷)            | <해남(海南)> 임읍국(林邑國), 부남국(扶南國), 반반국(盤盤國), 단단국(丹丹國), 간타리국(干陀利國), 낭아수국(狼牙脩國), 파리국(婆利國), 중천축국(中天竺國), 사자국(師子國) |      |
| 권54 | 열전48 | 제이 (諸夷)            | <동이(東夷)> 고구려(高句驪), 백제(百濟), 신라(新羅), 왜(倭), 문신국(文身國), 대한국(大漢國), 부상국(扶桑國) |      |
| 권54 | 열전48 | 제이 (諸夷)            | <서북(西北)> 하남국(河南國), 고창국(高昌國), 활국(滑國), 주고가국(周古柯國), 아발단국(呵跋檀國), 호밀단국(胡蜜丹國), 백제국(白題國), 귀자(龜茲), 우전(于闐), 갈반타국(渴盤陀國), 말국(末國), 파사국(波斯國), 탕창국(宕昌國), 등지국(鄧至國), 무흥국(武興國), 예예국(芮芮國)                  |      |
| 권55 | 열전49 |                        | 예장경왕 종(豫章敬王 綜), 무릉정헌왕 기(武陵貞獻王 紀), 임하왕 정덕(臨賀王 正德), 하동문환왕 예(河東武桓王 譽) |      |
| 권56 | 열전50 |                        | 후경(侯景, 왕위(王偉) |      |

### 부록
- 목록서(目錄序)

## 같이 보기
- 이십사사
- 부상 (전설)
- 진평군